# Дойг, Питер
Питер Дойг (англ. Peter Doig; род. 17 апреля 1959, Эдинбург, Шотландия) — британский художник, заметная фигура ренессанса фигуративной живописи, который начался в середине 1990-х и продолжается до сих пор.

## Биография
Вырос в Канаде и на карибских островах Тринидад и Тобаго. В Лондоне учился в колледжах St. Martin’s и Chelsea, подружился со многими представителями движения «Молодых британских художников». Крис Офили стал одним из его лучших друзей. В 2002 году переехал на Тринидад вновь. Дойг пишет картины, а также показывает местному населению культовые американские фильмы. В 2008 году в Тейт прошла ретроспективная выставка. Работает в жанре пейзажа, долгое время бывшем «не в фаворе». Его картины сложны и красивы, что снискало ему любовь критики и публики, уставших от саркастичного постмодернистского искусства.

## Творчество
Дойг не пишет с натуры. Главное для него — не точное воспроизведение природы, а передача собственных ощущений от какого-либо места, фантазий, связанных с ним. Пишет по памяти, а также использует фотографии, старые открытки, любительские видеозаписи. 
Художник любит изображать дикие, пустынные места, где видны следы присутствия человека: одинокие лодки, заброшенные дома… Например, одна из его самых известных картин, «Бетонная хижина», изображает полуразрушенное здание постройки Ле Корбюзье. На картине прекрасно передан контраст модернистской утопии и дикой природы. Работы нередко сравнивают с картинами Мунка и Чюрлениса, с фильмами Дэвида Линча. 
Слава пришла относительно поздно. В 1991 году выиграл Whitechapel Art Gallery’s Artist Award, давшей общественное признание, двумя годами позже получил первый приз на John Moores Liverpool Exhibition. Признание упрочилось в 1994 году, когда он был номинирован на премию Тернера. В 1999 году выбран EASTinternational с Roy Arden. Несколько лет назад Чарльз Саатчи организовал выставку «Триумф живописи», на которой были представлены работы Дойга. 
Безошибочно узнаваемый стиль живописи можно охарактеризовать как фигуратив и абстракцию одновременно. Мерцание лака создает некую завесу, разрушая тем самым ощущение пространства. Поэтому произведения ценятся не только индивидуальной манерой исполнения, но также своей фантазийностью, передачей собственных ощущений от любимых мест.

## Ценовые рекорды
- 2007. Картина «Белое каноэ» была продана на аукционе Sotheby’s за  $11.2 миллионов долларов, что в тот момент было рекордом для живущего европейского художника[3].
- 10 ноября 2009 в Нью-Йорке на аукционе Christie's картина «Reflection (What does your soul look like)» / «Отражение (Как выглядит твоя душа»), созданная в 1996 году, ушла с молотка за 10,162 миллиона долларов[4].